# Va où ton cœur te porte
Pour plus de détails, voir Fiche technique et Distribution.
Va où ton cœur te porte (Va' dove ti porta il cuore) est un film italien réalisé par Cristina Comencini, sorti en 1996, avec Virna Lisi, Margherita Buy et Massimo Ghini dans les rôles principaux. Il s'agit d'une adaptation du roman homonyme de la romancière Susanna Tamaro.

## Synopsis
Dans la ville de Trieste, proche de la fin de sa vie, Olga (Virna Lisi – Margherita Buy) laisse par écrit à sa petite-fille Marta (Valentina Chico (it)) ses souvenirs, l'occasion pour elle de se remémorer dans les détails les moments forts et importants de sa vie, de la naissance de sa fille Ilaria (Galatea Ranzi) à ses anciens amours, Augusto (Massimo Ghini) et Ernesto (Tchéky Karyo). 

## Fiche technique
- Titre : Va où ton cœur te porte
- Titre original : Va' dove ti porta il cuore
- Réalisation : Cristina Comencini
- Scénario : Cristina Comencini et Roberta Mazzoni (it), d'après le roman éponyme de Susanna Tamaro
- Photographie : Roberto Forza (it)
- Montage : Nino Baragli
- Musique : Claudio Capponi (it) et Alessio Vlad
- Scénographie : Paola Comencini
- Producteur : Alessandro Parenzo (it)
- Société de production : Videa (it)
- Pays d'origine :  Italie
- Langue : Italien
- Format : Couleur
- Genre : Drame, film romantique
- Durée : 110 minutes
- Dates de sortie : 
  -  Italie : 9 février 1996
  -  France : 12 mars 1997

## Distribution
- Virna Lisi : Olga
- Margherita Buy : Olga jeune
- Galatea Ranzi : Ilaria, la fille d'Olga, la mère de Marta
- Massimo Ghini : Augusto, l'ancien amour d'Olga
- Tchéky Karyo : Ernesto, l'amant d'Olga, le père d'Ilaria
- Valentina Chico (it) : Marta
- Lavinia Guglielman : Marta enfant
- Luigi Diberti : le père d'Olga
- Valeria Sabel : la mère d'Olga
- Maria Grazia Bon (it)
- Anna Teresa Rossini (it)

## Autour du film
- Il s'agit d'une adaptation du roman éponyme de la romancière Susanna Tamaro publié en Italie en 1994.

## Distinctions

### Prix
- Ruban d'argent de la meilleure actrice en 1997 pour Virna Lisi.
- Globe d'or de la meilleure actrice en 1996 pour Virna Lisi.

### Nominations
- David di Donatello de la meilleure actrice en 1996 pour Virna Lisi.
- Ciak d'oro de la meilleure actrice dans un second rôle en 1996 pour Valentina Chico (it).
- Ruban d'argent de la meilleure actrice dans un second rôle en 1997 pour Galatea Ranzi.